# Kościół Wniebowzięcia Najświętszej Maryi Panny w Konopnicy
Kościół pw. Wniebowzięcia NMP i Św. Katarzyny Aleksandryjskiej w Konopnicy został zbudowany w 1905 roku z inicjatywy ówczesnego proboszcza ks. Jana Kureczki. Świątynię konsekrował bp Franciszek Jaczewski w 1906 roku. Jego patronką jest św. Katarzyna Aleksandryjska z Egiptu. Współrzędne obiektu: 51°13'11.649"N, 22°27'31.706"E

## Wcześniejsze budynki

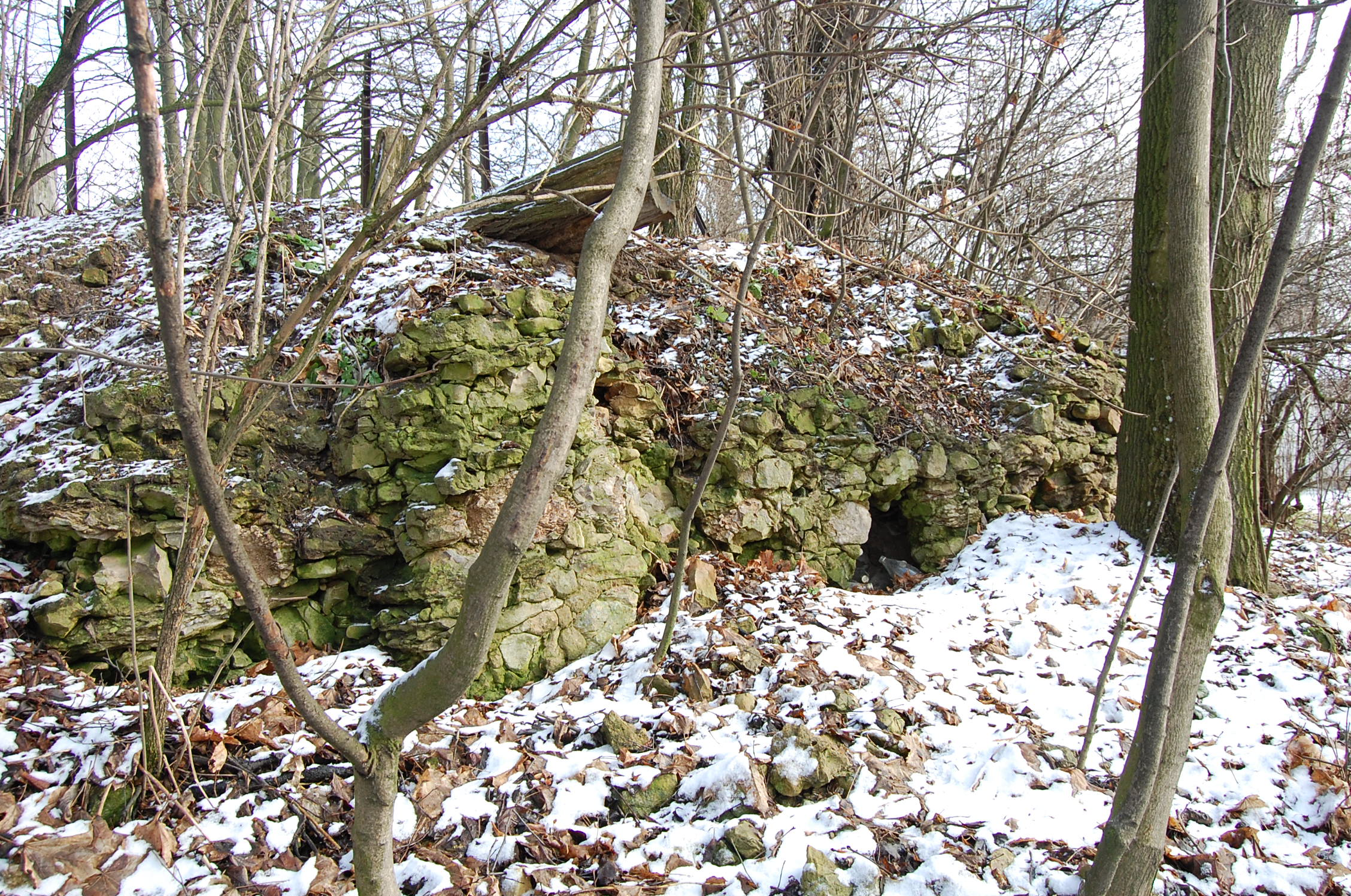
Pozostałości fundamentów muru starego cmentarza

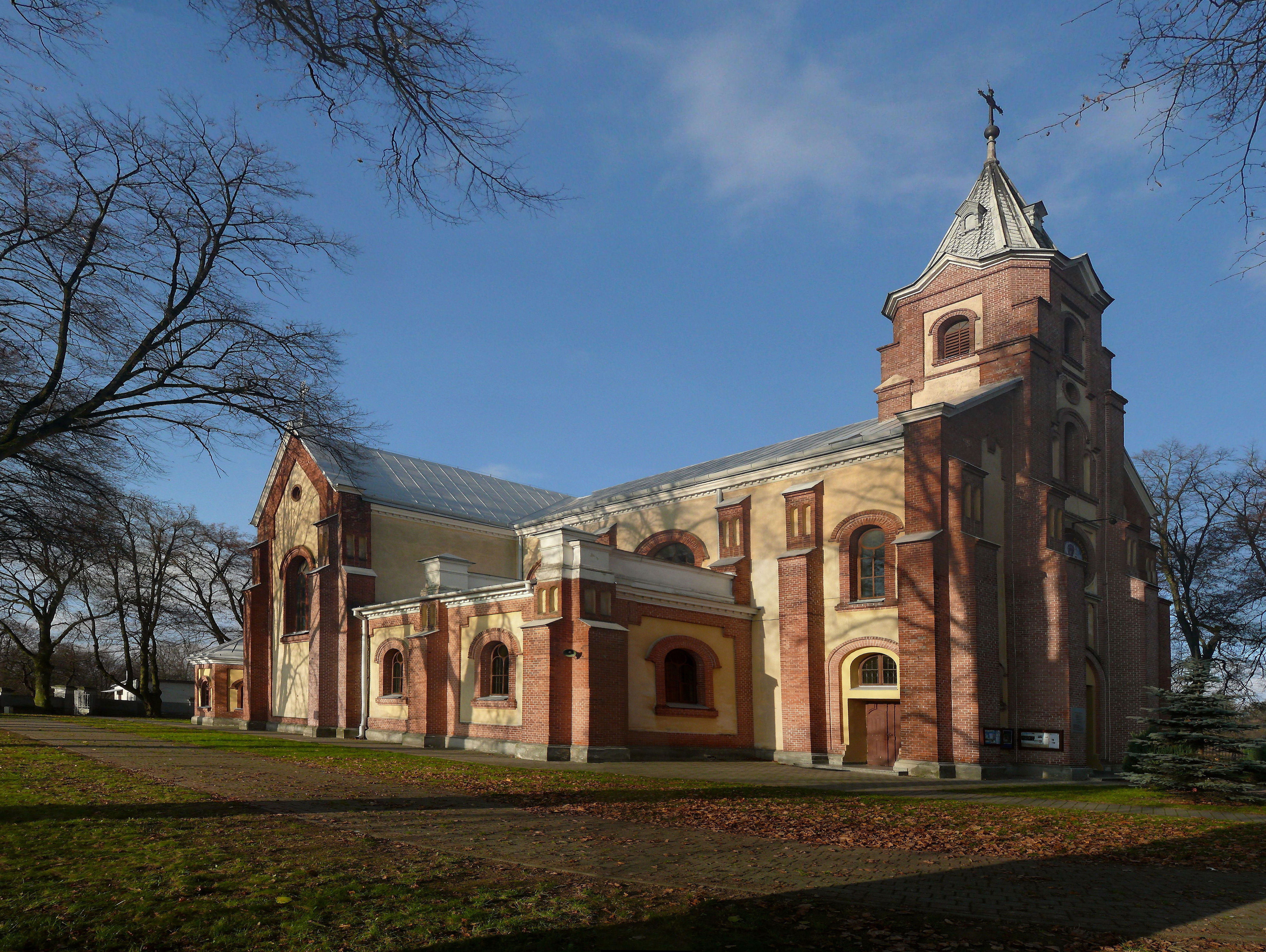
kościół w obecnej formie

Najstarszy kościół, a po nim kościół murowany z XVII wieku stały na terenie niedużego cypla wsuniętego od wschodu w dolinę rzeczki Konopniczanki, na północny zachód od obecnego kościoła, a zarazem po przeciwnej stronie doliny rzeczki od ówczesnego dworu i wsi. Lokalizację tę przekazuje zarówno historyczna kartografia, jak i zachowane do dziś pozostałości starego zespołu kościelnego, w tym ruina dzwonnicy z końca XVIII w. Pierwszy kościół drewniany istniał w Konopnicy już około 1400. Po roku 1650 a przed 1667 wybudowano na miejscu wcześniejszego drewnianego kościół murowany z kamienia, konsekrowany w 1667 roku.
Pozostałości starej świątyni nie zostały dotąd przebadane archeologicznie. Opisy oraz fotografia ruiny kościoła, pochodząca z lat 20. XX wieku dają możliwości jego rekonstrukcji. Kościół był orientowany, fasadą skierowany na zachód, w kierunku Konopniczanki i zabudowań wsi po jej drugiej stronie. Był to stosunkowo nieduży (10 x 4 sążnie – wg opisu z roku 1800, czyli ok. 17,8 x 7,1 m, licząc wg miary sążnia staropolskiego wg konstytucji sejmowej z 1764 roku), murowany kościół. Był jednonawowy, z węższym od nawy prezbiterium, zamkniętym trójbocznie. Nawa była trójprzęsłowa, prezbiterium musiało być znacznie krótsze od niej, zapewne jednoprzęsłowe. W nawie i prezbiterium wg opisu z roku 1800 było łącznie osiem okien. Jak wskazuje fotografia ruiny kościoła z okresu międzywojennego, sześć z nich było w nawie – w jej ścianach bocznych, jedno ponad chórem muzycznym – w fasadzie zachodniej kościoła (te okna są widoczne na fotografii), a ostatnie – ósme, zapewne w prezbiterium. Chór kapłański i nawa początkowo były sklepione, zaś od roku 1760 przekryte były stropami. Do prezbiterium od północy przylegała sklepiona zakrystia z dwoma oknami, skomunikowana z kościołem drzwiami.
Po wzniesieniu nowego kościoła stary dość szybko popadł w ruinę i jeszcze w okresie międzywojennym przestał istnieć. Do dziś zachowały się na terenie dawnego cmentarza kościelnego ruiny dzwonnicy, relikty murów ogrodzeniowych oraz słabo czytelne pozostałości kościoła. Można zakładać, że zachowane są także dwa grobowce, których istnienie pod kościołem opisują wizytacje kościelne z XVIII i XIX wieku.
Przy kościele mieścił się cmentarz, dziś teren porastają stare lipy. Po dawnym kościele zachowały się tylko fragmenty fundamentów widoczne kilkanaście metrów na południowy wschód od dzwonnicy. W terenie widoczne są także kamienne fundamenty muru cmentarnego z końca XVIII wieku. W porze letniej dostęp do dzwonnicy i fundamentów utrudnia gęsta, dzika roślinność, w związku z czym struktura dawnej zabudowy sakralnej uwidacznia się szczególnie w porze zimowej.

## Obecny kościół
Obecna świątynia została wybudowana w latach 1904-1905 z inicjatywy ówczesnego proboszcza, ks. Jana Kureczki według projektu lubelskiego architekta Władysława Sienickiego. Jest to budowla murowana, wzniesiona na planie krzyża łacińskiego, trójnawowa z transeptem i zamkniętym trójbocznie prezbiterium, z wieżą w fasadzie zachodniej.Konsekracji dokonał bp Franciszek Jaczewski w 1906. Architektura kościoła jest eklektyczna, łączy w sobie formy neoromańskie (w elewacjach zewnętrznych kościoła) i inspirowane architekturą renesansową (wewnątrz).
W czerwcu 1941 przybyła do Konopnicy zmotoryzowana kolumna niemiecka oddziałów SS. Hitlerowcy zabronili ludności wstępu do kościoła i rozpoczęli świadomą i zorganizowaną profanację świątyni: ubierali się w szaty liturgiczne, wykonując wyuzdane ruchy i tańce powtarzali łacińskie słowa pieśni religijnych, w jednej z naw urządzili sobie z siana miejsce do spania, w środkowej nawie myli się, ubierali i czyścili buty, natomiast na chórze w organach urządzili sobie klozet. Zbezcześcili tabernakulum wyrzucając z niego puszki z komunikantami, które następnie łamali, rozrzucili, deptali, podpalali papierosami. Monstrancja została obdarta z ozdobnych kamieni i srebra. Zniszczono również portatyle z relikwiami świętych, splugawiono statuę Matki Bożej znajdującą się w wielkim ołtarzu. Poza tym uszkodzono krzyże i skradziono wiele przedmiotów. Ucierpiała także miejscowa plebania.
W nocy z 11 na 12 maja 2002 miało miejsce kolejne włamanie do kościoła. Skradziono cztery posrebrzane świeczniki ołtarzowe z początku XX w. Ich wartość nie była jednak tak duża jak szkody wyrządzone przy włamaniu: zniszczono witraż świętego Stanisława Biskupa, jeden z czterech umieszczonych w 1957 przez ówczesnego proboszcza ks. Stanisława Mulawę.

### Wnętrze
Kościół jest trójnawowy, bazylikowy. Nawa główna wysoka, boczne niższe, posadzka terakotowa, w prezbiterium i przez środek kościoła - zdobiona. Obok prezbiterium znajdują się dwie zakrystie, przy głównych drzwiach wejściowych mała kruchta. Fasada kościoła jest jednowieżowa. W kościele znajdują się tablice Wołłodków, właścicieli dworu w Konopnicy, a także Stadnickich, właścicieli dworu w Radawcu.
Wewnątrz kościoła znajdują się trzy ołtarze: 
- główny w prezbiterium, wykonany z drzewa dębowego w 1906 w Warszawie, stylem dopasowany do całości świątyni. W 1970 pożar zniszczył ołtarz z rzeźbami i obrazami. Rekonstrukcji dokonali w 1971 Michał Pudełko i Eugeniusz Ścibor, profesorowie Liceum Plastycznego w Nałęczowie. Obecnie w ołtarzu głównym umieszczona jest rzeźba Matki Bożej Bolesnej z drzewa lipowego i dwa obrazy: Wniebowzięcia NMP (1972, Nawałko) i św. Katarzyny Aleksandryjskiej.

W nawach bocznych mieszczą się dwa ołtarze z piaskowca:
- w prawej z obrazem św. Antoniego,
- w lewej - Najświętszego Serca Jezusa.

Na chórze muzycznym znajdują się 12-głosowe organy z warszawskiej firmy Andrzeja Blomberga. Okna prezbiterium zdobią witraże wykonane w 1957. W latach 2006–2007 dokonano całkowitej przebudowy prezbiterium. Wyłożono nową, granitową posadzkę, ustawiono ołtarz, ambonkę oraz siedzenia dla celebransa i asysty liturgicznej. Zmieniono również posadzkę przy bocznych ołtarzach.

#### Remonty i renowacje
- 1956–60 - polichromia wykonana przez W. Inglina z Warszawy,
- 1970–71 - dach i okna
- 1979 - nowa polichromia